# Wilhelm Löwinger
Wilhelm Löwinger (* 18. Mai 1916 in Wien; † 18. Januar 2013 ebenda) war ein österreichischer Eisschnellläufer.

## Werdegang
Löwinger, der für den Wiener Eislauf-Verein startete, wurde im Jahr 1935 Fünfter und 1936 Zweiter bei der österreichischen Meisterschaft und lief bei den Olympischen Winterspielen 1936 in Garmisch-Partenkirchen auf den 24. Platz über 10.000 m und auf den 19. Rang über 5000 m. Im folgenden Jahr errang er bei der Mehrkampf-Europameisterschaft in Davos den zehnten Platz und bei der österreichischen Meisterschaft den dritten Platz. Bei der österreichischen Meisterschaft 1938 belegte er den zweiten Platz und bei der deutschen Meisterschaft 1939 den siebten Platz sowie 1942 den sechsten Rang. Nach dem Zweiten Weltkrieg nahm er an der Mehrkampf-Europameisterschaft 1950 in Davos teil, wo er auf den 28. Platz lief. Nach seiner Karriere als Eisschnellläufer war er Präsident des Österreichischen Automobil-Sport-Clubs.

## Persönliche Bestleistungen
| Disziplin | Zeit        | Datum             | Ort                    |
| --------- | ----------- | ----------------- | ---------------------- |
| 500 m     | 44,8s       | 27. Januar 1939   | Davos                  |
| 1000 m    | 1:36,0 min  | 19. Dezember 1935 | Wien                   |
| 1500 m    | 2:20,7 min  | 30. Januar 1937   | Davos                  |
| 5000 m    | 8:47,7 min  | 30. Januar 1937   | Davos                  |
| 10.000 m  | 18:46,5 min | 6. Februar 1936   | Garmisch-Partenkirchen |